# Grégory Proment
Grégory Proment (sinh ngày 10 tháng 12 năm 1978) là một cựu cầu thủ bóng đá chuyên nghiệp người Pháp đã từng thi đấu ở vị trí tiền vệ. Trong suốt cả sự nghiệp, anh ta đã từng thi đấu cho những câu lạc bộ như: Metz, Caen, và Antalyaspor. Anh hiện đang là huấn luyện viên của Seraing tại Giải bóng đá vô địch quốc gia Bỉ.

## Sự nghiệp thi đấu
Sinh ra tại Cormeilles-en-Parisis, Val-d'Oise, Proment dành ra phần lớn sự nghiệp tại câu lạc bộ FC Metz với 261 lần ra sân trong 6 mùa giải, và Stade Malherbe Caen. Sau khi giành quyền thăng hạng Ligue 2 với Caen, Proment ký hợp đồng 3 năm với Antalyaspor vào tháng 6 năm 2010. Tuy nhiên, anh ta rời câu lạc bộ vào tháng 1 năm 2011 sau khi chỉ có 8 lần ra sân tại giải quốc nội.

## Sự nghiệp thi đấu quốc tế
Proment đã từng giành chức vô địch tại Giải vô địch bóng đá U‑19 châu Âu 1997 với U-18 Pháp.

## Sự nghiệp huấn luyện viên
Vào tháng 6 năm 2023, Proment được bổ nhiệm làm huấn luyện viên trưởng của câu lạc bộ Seraing. Proment trước đây đã làm việc tại câu lạc bộ với tư cách trợ lý huấn luyện viên.